# الخطوط الجوية التركية

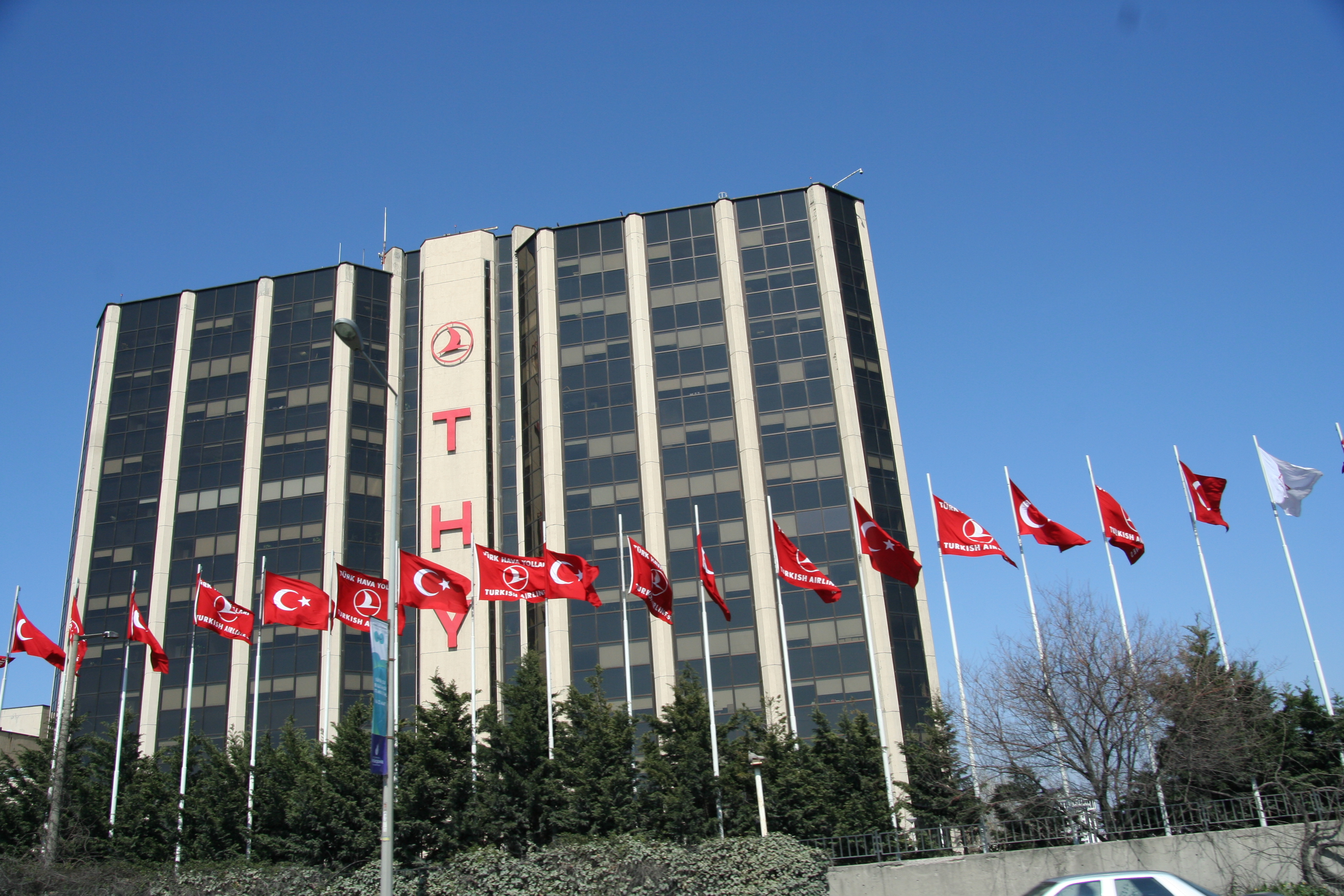
المقر الرئيسي للشركة

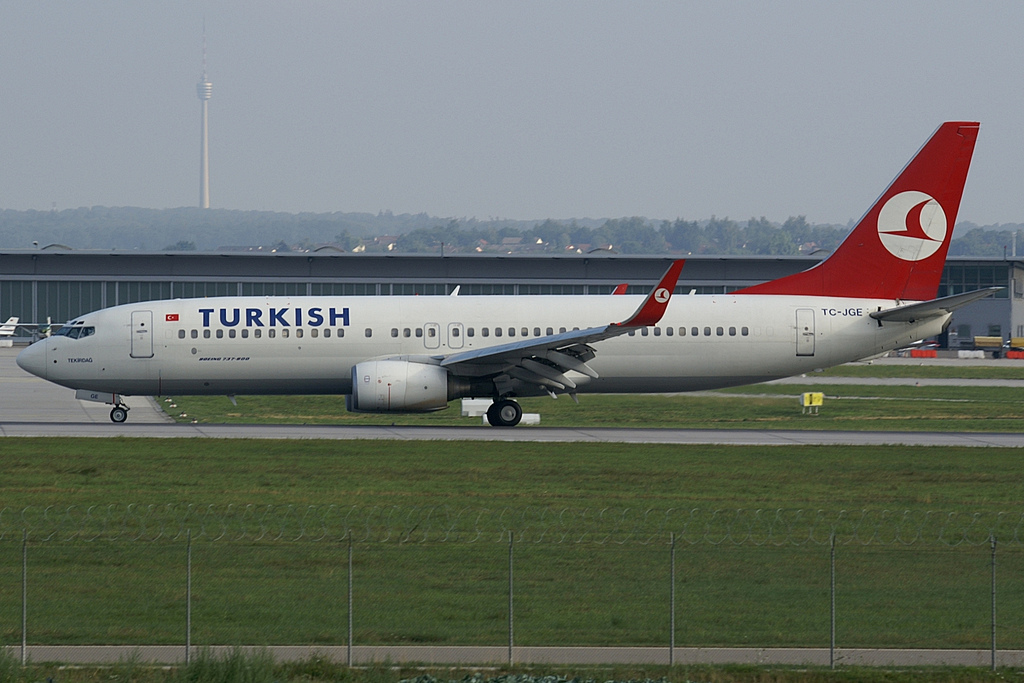
طائرة الخطوط الجوية التركية من طراز بوينغ 737

الخطوط الجوية التركية (بالتركية: Türk Hava Yolları) هي شركة طيران وطنية تركية، يقع المقر الرئيسي للشركة في إسطنبول أكبر المدن التركية، وتتخذ من مطار إسطنبول الدولي مركزاً لعملياتها، تقدم الخطوط التركية خدماتها لأكثر من 315 وجهة في أوروبا، آسيا، أفريقيا وأمريكا الشمالية، وتعد الخطوط التركية عضواً في تحالف ستار العالمي.

## شؤون الشركة
يقع المكتب الرئيسي لشركة الطيران في مبنى الإدارة العامة للخطوط الجوية التركية في مطار إسطنبول أتاتورك في بكر كوي.

### الشخصيات الرئيسية
استقال إلكير أيجي من من رئاسة شركة الطيران في 26 يناير 2022. أثناء اجتماع مجلس الإدارة في اليوم التالي انتخب أحمد بولات ليصبح الرئيس الجديد. يشغل بلال اكشي منصبي نائب رئيس مجلس الإدارة والرئيس التنفيذي.

### اتجاه الأعمال
الاتجاهات الرئيسية للخطوط الجوية التركية (اعتبارًا من ديسمبر 2018):
|                                  | 2003          | 2004          | 2005          | 2006          | 2007          | 2008          | 2009          | 2010          | 2011          | 2012          | 2013          | 2014   | 2015                 | 2016   | 2017   | 2018          |
| -------------------------------- | ------------- | ------------- | ------------- | ------------- | ------------- | ------------- | ------------- | ------------- | ------------- | ------------- | ------------- | ------ | -------------------- | ------ | ------ | ------------- |
| الإيرادات (مليون ليرة تركية)     | 2,846         | 2,593         | 2,956         | 3,812         | 4,860         | 6,123         | 7,036         | 8,423         | 11,813        | 14,909        | 18,777        | 24,158 | 28,752               | 29,468 | 39,779 | 62,853        |
| صافي الدخل (ليرة تركية)          | 243           | 107           | 138           | 179           | 265           | 1,134         | 559           | 286           | 19            | 1,133         | 683           | 1,819  | 2,993                | -47    | 639    | 4,045         |
| عدد الركاب (مليون)               | 10.4          | 12.0          | 14.1          | 16.9          | 19.6          | 22.6          | 25.1          | 29.1          | 32.6          | 39.0          | 48.3          | 54.7   | 61.2                 | 62.8   | 68.6   | 75.1          |
| عامل حمولة الركاب (%)            | 67            | 70            | 72            | 69            | 73            | 74            | 71            | 74            | 73            | 77            | 79            | 79     | 78                   | 74     | 79     | 82            |
| البضائع المنقولة (بآلاف الأطنان) | 123           | 135           | 145           | 160           | 183           | 199           | 238           | 314           | 388           | 471           | 565           | 668    | 720                  | 876    | 1,123  | 1,412         |
| عدد الطائرات (في نهاية العام)    | 65            | 73            | 83            | 103           | 102           | 127           | 134           | 153           | 179           | 200           | 233           | 261    | 299                  | 334    | 329    | 332           |
| عدد الوجهات (في نهاية العام)     | 103           | 102           | 107           | 134           | 138           | 142           | 156           | 171           | 189           | 217           | 243           | 264    | 284                  | 295    | 300    | 306           |
| مراجع                            | [ 11 ] [ 12 ] | [ 12 ] [ 13 ] | [ 12 ] [ 14 ] | [ 12 ] [ 15 ] | [ 16 ] [ 17 ] | [ 18 ] [ 19 ] | [ 20 ] [ 21 ] | [ 22 ] [ 23 ] | [ 24 ] [ 25 ] | [ 24 ] [ 25 ] | [ 26 ] [ 27 ] | [ 28 ] | [ 29 ] [ 30 ] [ 31 ] | [ 32 ] | [ 33 ] | [ 34 ] [ 35 ] |

## الوجهات
اعتبارًا من 2022، تطير الخطوط الجوية التركية إلى 340 وجهة في 129 دولة، بما في ذلك 53 وجهة محلية و12 في الولايات المتحدة.

### اتفاقية الرمز المشترك
أبرمت الخطوط الجوية التركية اتفاقية الرمز المشترك مع الشركات التالية:
- طيران إيجيان
- طيران ألبانيا
- الخطوط الجوية الجزائرية
- طيران أستانا
- طيران كندا
- طيران الصين
- طيران أوروبا
- طيران الهند
- طيران مالطا
- طيران مولدوفا
- طيران نيوزيلندا
- طيران صربيا[39]
- خطوط كل اليابان الجوية
- الأناضول جت[40]
- خطوط آسيانا الجوية
- أفيانكا
- الخطوط الجوية الأذربيجانية
- أزول البرازيل
- طيران بانكوك
- باتيك إير ماليزيا[41]
- طيران بيلافيا[42][43]
- خطوط كوبا الجوية[44]
- الخطوط الجوية الكرواتية
- مصر للطيران
- الخطوط الجوية الإثيوبية
- الاتحاد للطيران
- إيفا للطيران
- فين إير[45]
- غارودا إندونيسيا
- Gol Linhas Aéreas Inteligentes[46]
- طيران الخليج[47]
- خطوط هاواي الجوية
- خطوط هونغ كونغ الجوية
- خطوط إنديقو[48]
- خطوط جيت بلو الجوية
- الخطوط الجوية الكويتية
- خطوط لوت الجوية البولندية
- لوفتهانزا[49][50]
- لوكس إير
- الخطوط الجوية الماليزية[51]
- الخطوط الجوية المنغولية[52]
- طيران الشرق الأوسط
- الطيران العماني
- الخطوط الجوية الدولية الباكستانية
- الخطوط الجوية الفلبينية
- الخطوط الملكية المغربية
- خطوط رويال بروناي الجوية
- الملكية الأردنية
- الخطوط الجوية الرواندية
- الخطوط الجوية الإسكندنافية
- الخطوط الجوية السنغافورية
- تاب برتغال
- تاروم[53]
- الخطوط الجوية الدولية التايلاندية
- الخطوط الجوية الدولية الأوكرانية
- الخطوط الجوية المتحدة
- Utair
- الخطوط الجوية الأوزبكستانية[54][55]

### الاتفاقيات المشتركة
أبرمت الخطوط الجوية التركية اتفاقيات مشتركة مع شركات الطيران التالية:
- الخطوط الجوية النمساوية
- لوغاناير[58]
- الخطوط الجوية الدولية السويسرية

## الرعاية للفرق الرياضية
تعد الخطوط الجوية التركية الراعي الرسمي عدد من الفرق الرياضية مثل مانشستر يونايتد ونادي برشلونة وغيرها من النوادى الرياضية التركية. ويعد لاعب كرة السلة الشهير كوبي براينت ولاعبة كرة التنس الدنماركية كارولين فوزنياكي سفرا للخطوط التركية في الدعايات التلفزيونية.

## اقرأ أيضاً
- الخطوط الجوية التركية الرحلة 981
- الخطوط التركية رحلة 1951
- الأناضول جت
- محمد فسا أورنسو

## وصلات خارجية
- الموقع الرسمي للشركة (بالإنجليزية)
- تفاصيل أسطول الخطوط الجوية التركية (بالإنجليزية)